# Asiatisk svømmerikse
Asiatisk svømmerikse (Heliopais personatus) er en tranefugl, der lever i det østlige indiske halvø og i Sydøstasien.